# Chorvatské ústavní referendum 2013

Duhová vlajka se státním symbolem Chorvatska

1. prosince 2013 se v Chorvatsku konalo ústavní referendum. Jeho předmětem bylo přijetí navržené změny ústavy, která měla definovat manželství jako svazek jednoho muže a jedné ženy, a tím pádem nepřipouštět stejnopohlavní manželství. V referendu hlasovalo 37,9 % oprávněných voličů. Po uzavření volebních místností vyhlásila státní volební komise, že 65,87 % hlasovalo ano, 33,51 % ne a 0,57 % hlasů bylo prohlášeno za neplatné.
V pozadí stála konzervativní organizace U ime obitelji ("Ve jménu rodiny"), které se v květnu 2013 podařilo nasbírat více než 700 tisíc podpisů, což je potřebné minimum pro vypsání celonárodního referenda. Iniciativu podporovalo několik konzervativních politických stran, katolická církev a několik dalších náboženských organizací. Vládnoucí levicová koalice takovou změnu ústavy odmítala spolu s několika dalšími lidskoprávními organizacemi a chorvatskými médii.

## Politické pozadí
Petici za změnu ústavy zaštítila katolická občanská platforma 'Ve jménu rodiny' (U ime obitelji). Do května 2013 se jim podařilo nasbírat přes 700 tisíc podpisů. Důvodem iniciativy byla politika vládního kabinetu Zorana Milanoviće a s ní související snaha o legalizaci homosexuálního partnerství. Pro vypsání referenda hlasovalo dne 8. listopadu téhož roku v Saboru 104 ze 151 poslanců.
Část občanů, která hlasovala proti, se skládala z 88 občanských společností (GONG, Centrum pro mírová studia a Zagreb Pride). Podpory se jim dostalo od několika veřejně známých osobností, herců, hereček, akademiků, aktivistů, politiků a v neposlední řadě i tisku jako jsou například Novi list a Jutarnji list a muzikantů – Severina, Dubioza kolektiv, Let 3, Hladno pivo, TBF a další.
Kampaň 'Hlasuj proti' poukazovala také na fakt, že osoby stojící za iniciativou Željka Markić, Krešimir Planinić, Krešimir Miletić, Ladislav Ilčić, včetně členů jejich rodin, stáli současně nejen za vyvíjením tlaku na vypsání referenda, ale taktéž kandidovali za politickou stranu HRAST. Hlasuj proti a širší koalice občanských společností Platforma 112 prohlásily, že bankovní spojení uvedené na webových stránkách 'Ve jménu rodiny' nepatří iniciativě, nýbrž registrované asociaci Građani odlučuju ("Občané rozhodují"), kterou založil viceprezident HRASTU Krešimir Miletić.
Željka Markić byla svými oponenty také kritizována pro členství v kontroverzní katolické organizaci Opus Dei.

### Ústavnost referendové otázky
Voliči byli dotazováni na následující:
| „ | "Jste pro přijetí novely Ústavy Chorvatské republiky vymezující manželství jako svazek muže a ženy? | “ |

Poté, co nasbírala iniciativa dostatečný počet podpisů, začaly se vést široké spekulace o tom, zda by vůbec mohlo takové referendum proběhnout. Politická podpora referenda v Saboru byla nejistá, neboť jej levicová koalice, která tvořila v parlamentu většinu, odmítala.
Nicméně, když se o něm 8. listopadu hlasovalo, tak se Sabor vyslovil pro vypsání. 104 poslanců hlasovalo pro, 13 proti a 5 se zdrželo. Bývalá premiérka a nezávislá poslankyně Jadranka Kosor navrhovala, aby ústavní soud přezkoumal ústavnost referenda. Nicméně obě vládnoucí strany HDZ a SDP tento ústavní podnět nepodpořily v poměru hlasů 75:39. Jedinou politickou stranou ve vládnoucí koalici, která podpořila ústavní přezkum, byla Chorvatská lidová strana.
Po dvoudenním stání rozhodnul 14. listopadu Ústavní soud, že neshledává žádný důvod, proč zrušit rozhodnutí parlamentu o referendu. Ústavní soudci zdůrazňovali, že ústavnost referenda nebrali v potaz, neboť sám Sabor již projevil vůli zvážit kompatibilitu referendové otázky s ústavou. Nicméně potvrdili, že žádná ústavní novela, která bude definovat manželství jako svazek muže a ženy, nemůže nijak ovlivnit dosavadní vývoj právního rámce mimomanželských institutů a stejnopohlavních svazků. Ústavní soud tedy nerozhodoval o ústavnosti referenda, neboť o to nebyl oficiálně požádán chorvatským parlamentem.
Soudci nebyli v otázce, zda by měl Ústavní soud přezkoumávat ústavnost referenda, či nikoliv. Několik z nich bylo pro to, aby soud vyjádřil své stanovisko k tomu, jaké následky bude mít ústavní definice heterosexuálního manželství pro pozici chorvatské LGBT minority. Jiní se odvolávali na fakt, že soud není povinen reagovat na žádosti občanů, neboť pouze Sabor má právo žádat přezkum ústavnosti referendové otázky. Ten se ale tohoto práva zřekl, když se projednávala záležitost vypsání referenda.

## Kampaň
Premiér Zoran Milanović řekl v HRT, že by hlasoval proti. Prezident Ivo Josipović prohlásil, že je referendum zbytečné, a že namísto nějakého politického přínosu akorát stojí peníze daňové poplatníky. Poukázal také na fakt, že je manželství v chorvatských zákonech již dávno definované jako svazek muže a ženy, a že referendová otázka má hluboký psychologický efekt se skrytou diskriminační zprávou.
| „ | Pokud referendum projde, tak se akorát posílí celospolečenská neakceptace diverzity, se kterou chceme v demokratickém světě bojovat, neboť její neoddělitelnou součástí je rovnost práv všech lidí bez ohledu na jejich různé osobní charakteristiky, včetně sexuální orientace. Ivo Josipović | “ |

Tomislav Karamarko, předseda konzervativního Chorvatského demokratického společenství řekl, že by hlasoval pro. Referendum podpořily čtyři další strany, což ve výsledku znamenalo podporu 104 poslanců ze 151.
Chorvatský deník Jutarnji list oznámil, že hodlá veřejně vyzývat proti přijetí novely. Obdobný přístup zaujal později i Novi list.
Konference chorvatských biskupů vyzývala chorvatské katolíky, aby hlasovali pro přijetí nového ústavního zákona. 12. listopadu vyjádřili podporu referenda kromě zástupců chorvatské konference biskupů také Srbská pravoslavná církev, Makedonská pravoslavná církev, Reformovaná křesťanská (kalvínistická) církev, Chorvatská unie baptistů, Evangelická letniční církev, Izraelské židovské společenství a Chorvatský mešihat. Novelu naopak nepodpořili Chorvatská luteránsko-evangelická církev a Záhřebská židovská komunita. Centrum evropských rabínů vyjádřilo svojí podporu referendu a občanské iniciativě 'Ve jménu rodiny' s tím, že je "velmi znepokojené zprávami o tom, jak někteří hážou promanželskou iniciativu do jednoho pytle s nacistickým režimem a fašistickou ideologií.
Kardinál Josip Bozanić podpořil novelu dopisem, který přečetl ve všech kostelech, v nichž kázal. Obsahoval, že heterosexuální manželství je jedinečným institutem, který zaručuje přirozené plození dětí.
| „ | Pokud je manželství svazkem jednoho muže a jedné ženy, pak to není to samé jako jiné svazky. Církev nepodporuje žádnou diskriminaci, nejedná-li se o zásah do definice manželství. Naopak my jsme ti, kteří na rovinu říkají, že dnešní instituce manželství je v krizi a ohrožení právě proto, že se odstraňuje pomyslná diskriminace jejím vydáváním za něco, čím nikdy nemůže být. Církev pouze požaduje, aby bylo manželství chráněné a jasně definované, protože se jedná o instituci rodiny, kterou se musíme snažit zachovat i pro budoucí generace. Nejsme proti nikomu. Jsme otevřeni dialogu s každým, ale chceme jasnou shodu na tom, že všechno nemůže být rovnoprávné. Respektujeme názory druhých, ale chceme ochranu manželství a rodiny, které dnes ohrožují sociální inženýři, takovými, aby se udržela jejich pravá podstata i pro budoucí chorvatskou generaci. Josip Bozanić | “ |

Bozanić opakovaně zdůrazňoval, že krize manželství je celospolečenským problémem z hlediska zachování národa, a že církev opravdu nikoho diskriminovat nechce, nýbrž pouze chrání to, co již máme. Poznamenal, že referendum je pro křesťany jedinečnou příležitostí, v níž mohou rozhodnout o svém osudu, respektováním Božího záměru a bojem za pravdu. Referendum obhajoval ještě jednou svým prohlášením, že manželství a rodina nejsou privátní záležitostí jednotlivce, o kterých si může každý rozhodovat sám dle libovůle, nýbrž že mají celospolečenský význam, a tudíž je nepřijatelné s nimi experimentovat.

### Mediální vyobrazení
Chorvatská mainstreamová média se o iniciativě a jejich cílech obecně vyjadřovala nepříznivě.
V den konání referenda se iniciátoři rozhodli zakázat přístup do svých prostor novinářům patřících ke skupině selektovaných médií, která je několikrát obviňovala z předsudků, neprofesionálního jednání a plagiátorství. Mezi nimi byly veřejnoprávní Hrvatska radiotelevizija, nejnavštěvovanější chorvatské internetové portály Index.hr, Net.hr a T-portal, a spolu s nimi i noviny Europapress Holding a Novi list. Iniciátoři požadovali po všech novinářích, aby jim poskytli číslo svého mobilní telefonu, adresu trvalého bydliště, emailovou adresu, jakož i emailovou adresu a jméno svých editorů. Proti tomu se ostře vymezila Asociace chorvatských novinářů, která vyzvala všechna média k bojkotu iniciativy v den konání referenda, neboť se ze strany jeho iniciátorů jednalo o hrubý zásah do soukromí.
| „ | V posledních několika týdnech jsme zaznamenanali značný počet výhružných anonymů zasílaných na adresu našich novinárů. Nejen, že byli uráženi, ale dokonce jim i vyhrožovali neznámé osoby, pravděpodobně z řad semifašistů, neboť perfektně odráželi jejich postoj k této záležitosti. Nikdy by nás nenapadlo, že se v Chorvatsku někdy setkáme s takovým typem diskriminace, jež předvádí ona iniciativa "Ve jménu rodiny". Zdenko Duka, prezident Asociace chorvatských novinářů | “ |

K bojkotu referenda a solidaritě s diskriminovanými novináři vyzývala většina chorvatských médií.

## Výzkumy veřejného mínění
Průzkum veřejného mínění provedený v červnu 2013 ukázalo, že změnu ústavy podporuje 55,3 % Chorvatů, zatímco 31,1 % je proti.
Jiný výzkum z listopadu ukázal, že 54,3 % respondentů by volilo pro přijetí změny a 33,6 % proti. 12,1 % respondentů řeklo, že si není jisto. Ukázalo se, že větší podporu 85,7 % má novela u HDZ, zatímco u SDP je nižší 39,5 %.
Předvolební statistika Hrvatske radiotelevizije publikovaná dva dny před konáním referenda ukázala, že 59 % respondentů podporuje novelu, 31 % je proti a 10 % si není jisto.

## Výsledky

Výsledky podle župy

Po uzavření všech volebních místností zveřejnila státní volební komise výsledky, v nichž 65,87 % hlasovalo ano, 33,51 % ne a 0,57 % hlasů bylo neplatných. V referendu hlasovalo 37,9 % oprávněných voličů.
Pula, Rijeka, Varaždin a Čakovec byly jedinými velkými městy a Istrijská a Přímořsko-gorskokotarská župa jedinými župami, kde většina voličů hlasovala ne. Vysoká podpora přijetí nového ústavního zákona byla v jižním Chorvatsku: Šibenicko-kninské župě, Splitsko-dalmatské župě, Dubrovnicko-neretvanské župě a Brodsko-posávské župě. Tuto relativní polarizaci mezi severním a jižním Chorvatskem připisují sociologové úzce spojeným ekonomickým indikátorům a rozsahu vlivu Chorvatské války za nezávislost v 90. letech. V hlavním městě Záhřebu hlasovalo 43,5 % voličů ne, což je interpretováno jako hlavní ukázka "vysoce nekompatibilních tendencí".
Statističtí analytici zaznamenali vysokou korelaci napříč jednotlivými volebními obvody. Regiony s převážně pravicovými voliči zpravidla hlasovali "pro", zatímco regiony s převážně levicovými voliči hlasovali "proti". Nelze však objektivně říci, že by politická příslušnost k levici nebo pravici automaticky znamenala jednotný přístup k referendové otázce.

### Chorvatské ústavní referendum 2013
| Volba                           | Hlasy     | %      |
| ------------------------------- | --------- | ------ |
| Ano                             | 946 433   | 65,87  |
| Ne                              | 481 534   | 33,51  |
| Z toho platných                 | 1 428 639 | 99,43  |
| Z toho neplatných               | 8 196     | 0,57   |
| Celkový počet odezvdaných hlasů | 1 436 835 | 100,00 |
| Maximální volební účast         | 3 787 017 | 37,90  |

### Podle župy
| Župa                          | Voliči    | Účast     | %      | Pro     | %      | Proti   | %      | Neplatný | %     |
| ----------------------------- | --------- | --------- | ------ | ------- | ------ | ------- | ------ | -------- | ----- |
| Bjelovarsko-bilogorská župa   | 101,943   | 32,102    | 31.48% | 22,539  | 70.21% | 9,377   | 29.21% | 183      | 0.57% |
| Brodsko-posávská župa         | 141,318   | 46,880    | 33.17% | 37,409  | 79.80% | 9,183   | 19.59% | 274      | 0.58% |
| Dubrovnicko-neretvanská župa  | 108,560   | 44,461    | 40.96% | 34,286  | 77.11% | 9,860   | 22.18% | 309      | 0.70% |
| Istrijská župa                | 188,845   | 59,483    | 31.50% | 24,427  | 41.07% | 34,634  | 58.23% | 402      | 0.68% |
| Karlovacká župa               | 117,383   | 41,658    | 35.49% | 28,633  | 68.73% | 12,733  | 30.57% | 286      | 0.69% |
| Koprivnicko-križevecká župa   | 95,272    | 30,944    | 32.48% | 21,232  | 68.61% | 9,552   | 30.87% | 160      | 0.52% |
| Krapinsko-zagorská župa       | 109,529   | 33,129    | 30.25% | 23,754  | 71.70% | 9,147   | 27.61% | 225      | 0.68% |
| Licko-senjská župa            | 47,645    | 12,005    | 25.20% | 9,544   | 79.50% | 2,379   | 19.82% | 82       | 0.68% |
| Mezimuřská župa               | 95,996    | 29,657    | 30.89% | 16,138  | 54.42% | 13,329  | 44.94% | 184      | 0.62% |
| Osijecko-baranjská župa       | 263,073   | 89,991    | 34.21% | 64,078  | 71.20% | 25,437  | 28.27% | 440      | 0.49% |
| Požežsko-slavonská župa       | 68,364    | 23,879    | 34.93% | 18,828  | 78.85% | 4,886   | 20.46% | 165      | 0.69% |
| Přímořsko-gorskokotarská župa | 268,981   | 95,735    | 35.59% | 44,178  | 46.15% | 51,028  | 53.30% | 502      | 0.52% |
| Sisacko-moslavinská župa      | 155,929   | 46,749    | 29.98% | 32,046  | 68.55% | 14,413  | 30.83% | 282      | 0.60% |
| Splitsko-dalmatská župa       | 405,274   | 176,712   | 43.60% | 137,281 | 77.69% | 38,343  | 21.70% | 1,015    | 0.57% |
| Šibenicko-kninská župa        | 106,405   | 35,360    | 33.23% | 26,216  | 74.14% | 8,915   | 25.21% | 219      | 0.62% |
| Varaždinská župa              | 146,011   | 50,226    | 34.40% | 30,885  | 61.49% | 18,985  | 37.80% | 337      | 0.67% |
| Viroviticko-podrávská župa    | 73,296    | 23,337    | 31.84% | 17,380  | 74.47% | 5,806   | 24.88% | 148      | 0.63% |
| Vukovarsko-sremská župa       | 160,278   | 49,670    | 30.99% | 40,128  | 80.79% | 9,226   | 18.57% | 301      | 0.61% |
| Zadarská župa                 | 165,572   | 55,922    | 33.78% | 42,342  | 75.72% | 13,169  | 23.59% | 408      | 0.73% |
| Záhřebská župa                | 271,178   | 107,814   | 39.76% | 75,274  | 69.82% | 31,927  | 29.61% | 564      | 0.52% |
| Záhřeb                        | 686,646   | 337,639   | 49.17% | 188,757 | 55.90% | 146,859 | 43.50% | 1,661    | 0.49% |
| Voliči ze zahraničí           | -         | 13,482    | -      | 11,078  | 82.17% | 2,346   | 17.40% | 49       | 0.36% |
| CELKEM                        | 3,791,000 | 1,436,835 | 37.90% | 946,433 | 65.87% | 481,534 | 33.51% | 8,196    | 0.57% |
| Zdroj: Státní volební komise  |           |           |        |         |        |         |        |          |       |

## Reakce

### Negativní reakce
Premiér Zoran Milanović odmítal obvinění ze stran občanských iniciativ, že by se vláda podílela na vypsání referenda. Upozorňoval, že za ním stojí ústavní zákony, proti nimž jít vláda nemůže, a že tudíž nebude nadále možné měnit definici manželství v chorvatských zákonech. Nicméně zdůraznil, že země přijme v blízké budoucnosti zákon o životním partnerství. Páry žijící v partnerství získají rovná majetková práva jako má manželství. Navzdory faktu, že jim nebude umožněná adopce dětí, bude zákon s péčí o ně počítat.
Vesna Pusićová, první náměstkyně premiéra, taktéž odmítala obvinění z nezodpovědnosti vlády. Referendum komentovala jako následek odmítnutí vyhovět více než 50 % voličů, kteří v r. 2012 odmítli členství v EU. Vysvětlovala, že existuje určitá hranice, kterou nesmí menšiny překročit, aby nediskriminovaly většinu, ale že by se o lidských a občanských právech minorit nemělo rozhodovat plebiscitem.
Prezident Evropských socialistů Hannes Swoboda vyjádřil nad Chorvatskem zklamání, neboť jej považoval za otevřenou a moderní společnost, pro kterou jsou rovná práva samozřejmostí.

### Pozitivní reakce
Vládnoucí maďarská Křesťanskodemokratická lidová strana uvítala výsledek referenda, který na pozadí přijetí zákona o partnerství potvrdil "přirozený zákon" a manželství "v křesťanském duchu". Podle KDNP se jedná o vítězství evropských křesťanských hodnot.
Evropské centrum rabínů vydalo prohláení, že stavění iniciativy na stejnu úroveň s nacistickými a totalitními režimy je krajně nevhodné urážející památku milionů jejich obětí.
Chorvatský biskup Vlado Košić se cítil odmítavým postoj vládem rozhořen. Považoval jej za šokující, neakceptovatelný, nedemoratický a neberoucí v potaz katolické vyznání většiny Chorvatů a s ním související ochranu tradic, v nichž žijí po staletí. Vládu dále obvinil z politické ateizace populace a snahu o rozmělňování tradičních hodnot a požadoval její odstoupení.